# Sent Jòri de las Blos
Sent Jòri las Blos (en francès Saint-Jory-las-Bloux) és un municipi francès situat al departament de la Dordonya i a la regió de la Nova Aquitània.

## Demografia
| 1962                                       | 1968 | 1975 | 1982 | 1990 | 1999 | 2007 |
| ------------------------------------------ | ---- | ---- | ---- | ---- | ---- | ---- |
| 292                                        | 271  | 229  | 251  | 241  | 237  | 249  |
| Des de 1962: població sense dobles comptes |      |      |      |      |      |      |

## Administració
| Període   | Identitat         | Partit |
| --------- | ----------------- | ------ |
| 1989-2001 | Bernard Blanchard | PCF    |
| 2001-     | Rémi Bernier      | PS     |